# Eduardo Paniagua (músico)
Eduardo Paniagua es un baterista puertorriqueño nacido en Santurce Puerto Rico el 15 de septiembre de 1972. Conocido por su trabajo y miembro activo con la agrupación PUYA desde 1990.
Paniagua se estableció permanentemente en la ciudad de Los Ángeles donde por 5 años realizó trabajos de estudio y presentaciones en vivo para diversos artistas como; Serralde, Spanish Fly Mark Foster (Foster the People), Jonnas Collier (Drive Safe), Vivanativa, Robi Draco Rosa, Mellom, John Balas, Hensley, Killing Cassanova, Pinhead, Sex Cobra, Tuesday’s Rain, Paul Allen (Grown Men) entre otros. Paniagua formó parte de giras internacionales durante 3 años abarcando Estados Unidos, Canadá y América Latina. Entre ellas; Ozzfest ’99,
Watcha Tour, Snocore, Red Hot Chilipeppers (Californication tour), Iron Maiden (Ed Hunter tour), Fear Factory (Digimortal tour) y Sepultura (Nation tour).
En el 2008 Eduardo Paniagua se trasladó nuevamente Puerto Rico donde se dedicó a enseñar percussion y batería para poder ejercer su Nuevo rol de padre. En el 2009 con la reunión de PUYA, Paniagua regresa al estudio para realizar la nueva producción titulada “Areyto”, la cual fue lanzada independientemente en el 2010, seguida por presentaciones en vivo como Rock Al Parque en Bogotá Colombia, además junto a Guns N Roses (Chinese Democracy tour) entre otros eventos.
En el presente Paniagua reside en la isla de Puerto Rico enseñando y trabajando tanto en vivo como en estudio en toda clase de proyectos desde rock, pop, latin, metal etc… En el 2014 grabó la batería para un sencillo a un artista de electrónica local llamado Cirex Eduardo se prepara para participar nuevamente con Puya en el Festival Patria Grande que se celebrara en Cuba en noviembre de 2014.